# Ostatnia podróż
Ostatnia podróż (jap. 少女終末旅行 Shōjo shūmatsu ryokō) – manga autorstwa Tsukumizu, publikowana w serwisie Kurage Bunch wydawnictwa Shinchōsha od lutego 2014 do stycznia 2018. W Polsce licencję na mangę zakupiło wydawnictwo Tenko.  
Na podstawie mangi powstał serial anime wyprodukowany przez studio White Fox, który emitowany był od października do grudnia 2017.

## Fabuła
Serial śledzi losy dwóch dziewczyn, Yuuri i Chito, które przemierzają ruiny cywilizacji po nieznanej apokalipsie. Dzień po dniu podróżują swoim Kettenkradem w poszukiwaniu jedzenia i zapasów, czasem spotykając innych ocalałych.

## Bohaterowie
- Chito (jap. チト)

Seiyū: Inori Minase 
Jedna z dwóch głównych bohaterek. Ma ciemne włosy i nosi przezwisko „Chii-chan”. Posiada rozległą wiedzę na temat maszyn oraz prowadzi Kettenkrada. Potrafi pisać i jest zapaloną czytelniczką. Na ogół jest spokojna i opanowana, ale czasami zdarza się, że zdenerwuje ją Yuuri.
- Yuuri (jap. ユーリ Yūri)

Seiyū: Yurika Kubo 
Druga protagonistka. Ma blond włosy i pseudonim „Yuu”. Nie umie czytać, ale biegle posługuje się karabinem i jest świetnym strzelcem. Jeździ z tyłu Kettenkrada. Nie boi się tego, co nieznane, a także jest dość odważna. Kierują nią jej osobiste pragnienia, takie jak chęć częstszego jedzenia.
- Kanazawa (jap. カナザワ)

Seiyū: Akira Ishida 
Podróżnik, którego Chito i Yuuri spotykają, kiedy próbują znaleźć drogę do górnej warstwy miasta. Jest kartografem, który chce stworzyć mapę całego miasta. Podarowuje Yuuri i Chito swój aparat fotograficzny, gdy rozstaje się z nimi, by kontynuować swój projekt tworzenia map.
- Ishii (jap. イシイ)

Seiyū: Kotono Mitsuishi 
Naukowiec mieszkająca w opuszczonej bazie lotniczej, która buduje samolot na podstawie starych planów, aby móc polecieć do innego miasta. Pomaga naprawić Kettenkrada Chito i Yuuri, a także prosi je o pomoc w dokończeniu budowy samolotu. Daje im ziemniaki oraz mówi, gdzie mogą znaleźć ich więcej.
- Nuko (jap. ヌコ)

Seiyū: Kana Hanazawa 
Tajemnicze małe, długie i białe stworzenie przypominające kota, które Chito i Yuuri zabierają w podróż. Komunikuje się z nimi za pomocą sygnałów radiowych. Nuko potrafi zmieniać kształt, aby aktywować mechanizmy, a także lubi jeść pociski. Później okazuje się, że należy do gatunku, który żywi się bronią i źródłami energii. Po odkryciu przez innych przedstawicieli swojego gatunku odchodzi wraz z nimi.

## Manga
Manga była wydawana online między 21 lutego 2014 a 12 stycznia 2018 w internetowym magazynie Kurage Bunch wydawnictwa Shinchōsha. Została zebrana w sześciu tomach tankōbon, z których pierwszy ukazał się 8 grudnia 2014. Antologia mangi zilustrowana przez różnych artystów została wydana 13 października 2017.
W Polsce prawa do dystrybucji mangi nabyło wydawnictwo Tenko.
| Nr | Język japoński   | Język japoński         | Język polski  | Język polski |
| Nr | Data wydania     | ISBN                   | Data wydania  | ISBN         |
| -- | ---------------- | ---------------------- | ------------- | ------------ |
| 1  | 8 listopada 2014 | ISBN 978-4-10-771781-8 | czerwiec 2025 |              |
| 2  | 9 lipca 2015     | ISBN 978-4-10-771830-3 | —             |              |
| 3  | 9 lutego 2016    | ISBN 978-4-10-771874-7 | —             |              |
| 4  | 9 listopada 2016 | ISBN 978-4-10-771929-4 | —             |              |
| 5  | 8 września 2017  | ISBN 978-4-10-772009-2 | —             |              |
| 6  | 9 marca 2018     | ISBN 978-4-10-772060-3 | —             |              |

## Anime
Podczas Anime Expo 2017 Kadokawa zapowiedziała, że na podstawie mangi powstanie telewizyjny serial anime wyprodukowany przez studio White Fox. Reżyserem został Takaharu Ozaki, kompozycją serii zajął się Kazuyuki Fudeyasu, a postacie zaprojektowała Mai Toda. Serial emitowany był od 6 października do 22 grudnia 2017 w AT-X oraz innych stacjach. Aktorki głosowe głównych bohaterek, Inori Minase i Yurika Kubo, wykonały motyw przewodni, „Ugoku ugoku” (jap. 動く、動く), oraz motyw kończący, zatytułowany „More One Night”. Każdy odcinek składał się z 2 do 3 krótkich, połączonych ze sobą historii.

## Odbiór
Angielskie wydanie dwóch pierwszych tomów znalazło się na liście najlepszych powieści graficznych dla nastolatków 2018 według Stowarzyszenia Bibliotek Amerykańskich. Manga zdobyła również nagrodę Seiun za najlepszy komiks w 2019 roku.
Seria anime zwyciężyła w kategorii „najlepsze okruchy życia” podczas gali Crunchyroll Anime Awards 2018. Serwis IGN uznał również Ostatnią podróż za jedno z najlepszych anime lat 2010, opisując je jako „ponure anime”, które „staje się jaśniejsze dzięki spojrzeniu [Chito i Yuuri] na jałowy świat”.